# Hisonotus nigricauda
Hisonotus nigricauda är en fiskart som först beskrevs av Boulenger, 1891.  Hisonotus nigricauda ingår i släktet Hisonotus och familjen Loricariidae. Inga underarter finns listade i Catalogue of Life.